# Клабуков, Дмитрий Васильевич
Дмитрий Васильевич Клабуков (14 января 1980, Ижевск) — российский футболист, выступавший на позиции защитника и полузащитника. Играл в высших дивизионах России, Белоруссии, Украины и Польши.

## Биография
На взрослом уровне начал выступать в 16-летнем возрасте в составе ижевского «Зенита» во втором дивизионе. В 1998 году выступал за «КАМАЗ-Чаллы», с этой командой вылетел из первого дивизиона во второй.
В начале 1999 года перешёл в «Шинник». Дебютный матч в высшем дивизионе сыграл 13 июня 1999 года против «Жемчужины». Всего в составе «Шинника» сыграл 4 матча в высшем дивизионе. Летом 1999 года покинул команду и перешёл в астраханский «Волгарь-Газпром», где выступал в течение года, и осенью 2000 года ненадолго вернулся в «Шинник». В 2001 году сыграл два матча и забил один гол в составе дубля петербургского «Зенита».
В 2001 году выступал за молодёжную сборную России, в том числе играл в товарищеском матче против Франции.
С 2001 года выступал за зарубежные клубы. В 2001 году сыграл 13 матчей и забил 1 гол в чемпионате Белоруссии в составе минского «Торпедо-МАЗ». Единственный гол забил 14 июня 2001 года с пенальти в ворота могилёвского «Днепра» (1:3). В марте-апреле 2002 года играл на правах аренды за харьковский «Металлист» в высшей лиге Украины, дебютировал 16 марта 2002 года в игре против «Полиграфтехники», а всего провёл три матча.
С сезона 2002/03 выступал в чемпионате Польши за «Заглембе» из Любина, сначала на правах аренды, а потом его контракт был выкуплен. Дебютный матч в высшем дивизионе сыграл 27 октября 2002 года против «Щаковянки». Всего в чемпионате Польши сыграл 10 матчей и забил 2 гола, а его команда не смогла удержаться на высшем уровне. В сезоне 2003/04 сыграл 6 матчей в первом дивизионе, а команда завоевала право на повышение в классе. Осенью 2004 года выступал только за дубль и в ноябре того же года покинул команду.
В 24-летнем возрасте завершил профессиональную карьеру. Дальнейшая судьба неизвестна.